# Lista odcinków serialu Dwie spłukane dziewczyny

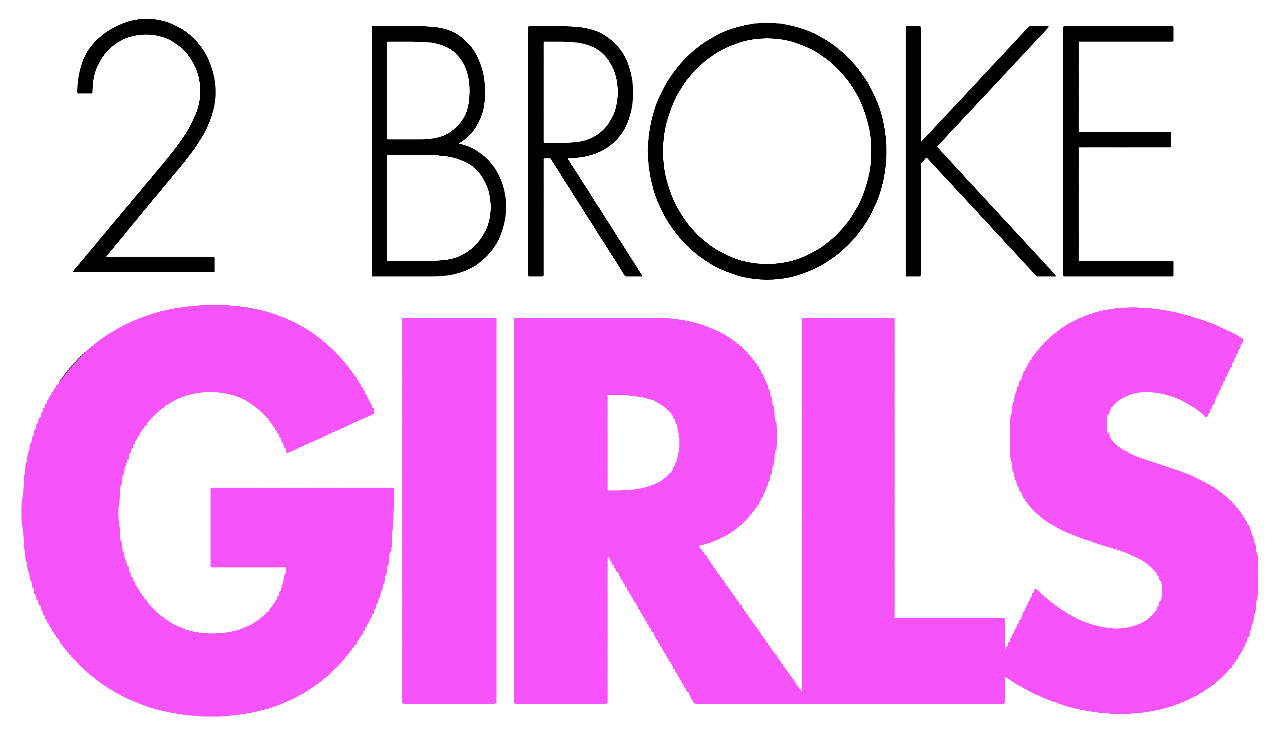
Logo

Poniżej znajduje się lista odcinków serialu telewizyjnego Dwie spłukane dziewczyny – emitowanego przez amerykańską stację telewizyjną CBS od 19 września 2011 roku do 17 kwietnia 2017 roku, w Polsce natomiast przez stację Comedy Central od 1 marca 2012 roku do 28 maja 2017 roku oraz przez Comedy Central Family i Polsat Comedy Central Extra. Powstało sześć serii, które łącznie składają się z 138 odcinków.

## Przegląd serii
| Seria | Seria | Odcinki      | Premierowa emisja    | Premierowa emisja | Premierowa emisja | Premierowa emisja    |
| Seria | Seria | Odcinki      | Premiera             | Finał             | Premiera          | Finał                |
| ----- | ----- | ------------ | -------------------- | ----------------- | ----------------- | -------------------- |
|       | 1     | 1–24 (24)    | 19 września 2011     | 7 maja 2012       | 1 marca 2012      | 10 października 2012 |
|       | 2     | 25–48 (24)   | 24 września 2012     | 13 maja 2013      | 29 kwietnia 2013  | 28 czerwca 2013      |
|       | 3     | 49–72 (24)   | 23 września 2013     | 5 maja 2014       | 12 stycznia 2014  | 27 kwietnia 2014     |
|       | 4     | 73–94 (22)   | 27 października 2014 | 18 maja 2015      | 1 marca 2015      | 31 maja 2015         |
|       | 5     | 95–116 (22)  | 12 listopada 2015    | 12 maja 2016      | 6 marca 2016      | 29 maja 2016         |
|       | 6     | 117–138 (22) | 10 października 2016 | 17 kwietnia 2017  | 18 marca 2017     | 28 maja 2017         |

## Sezon 1 (2011–2012)
Pierwszy sezon serialu „Dwie spłukane dziewczyny” zadebiutował na DVD w Polsce 23 sierpnia 2013 roku.
| No | #  | Tytuł                                    | Reżyseria           | Scenariusz                             | Premiera             | Premiera             |
| -- | -- | ---------------------------------------- | ------------------- | -------------------------------------- | -------------------- | -------------------- |
| 1  | 1  | Pilot                                    | James Burrows       | Michael Patrick King, Whitney Cummings | 19 września 2011     | 1 marca 2012         |
| 2  | 2  | And the Break-up Scene                   | James Burrows       | Michael Patrick King                   | 26 września 2011     | 2 marca 2012         |
| 3  | 3  | And Strokes of Goodwill                  | John Fortenberry    | Jhoni Marchinko                        | 3 października 2011  | 5 marca 2012         |
| 4  | 4  | And the Rich People Problems             | John Fortenberry    | Michelle Nader                         | 10 października 2011 | 6 marca 2012         |
| 5  | 5  | And the '90s Horse Party                 | Scott Ellis         | Sonny Lee, Patrick Walsh               | 17 października 2011 | 7 marca 2012         |
| 6  | 6  | And the Disappearing Bed                 | Scott Ellis         | Greg Malins                            | 24 października 2011 | 9 marca 2012         |
| 7  | 7  | And the Pretty Problem                   | Scott Ellis         | David Feeney                           | 31 października 2011 | 8 marca 2012         |
| 8  | 8  | And Hoarder Culture                      | Ted Wass            | Liz Feldman                            | 7 listopada 2011     | 12 marca 2012        |
| 9  | 9  | And the Really Petty Cash                | Ted Wass            | Morgan Murphy                          | 14 listopada 2011    | 13 marca 2012        |
| 10 | 10 | And the Very Christmas Thanksgiving      | Jean Sagal          | Michael Patrick King                   | 21 listopada 2011    | 14 marca 2012        |
| 11 | 11 | And the Reality Check                    | Fred Savage         | Molly McAleer                          | 5 grudnia 2011       | 15 marca 2012        |
| 12 | 12 | And the Pop-Up Sale                      | Fred Savage         | Michelle Nader                         | 12 grudnia 2011      | 16 marca 2012        |
| 13 | 13 | And the Secret Ingredient                | Julie Anne Robinson | Michael Patrick King                   | 2 stycznia 2012      | 19 marca 2012        |
| 14 | 14 | And the Upstairs Neighbor                | Thomas Kail         | Michael Patrick King                   | 16 stycznia 2012     | 22 marca 2012        |
| 15 | 15 | And the Blind Spot                       | Ted Wass            | Michelle Nader                         | 6 lutego 2012        | 20 marca 2012        |
| 16 | 16 | And the Broken Hearts                    | Ted Wass            | David Feeney                           | 13 lutego 2012       | 21 marca 2012        |
| 17 | 17 | And the Kosher Cupcakes                  | Scott Ellis         | Liz Feldman                            | 20 lutego 2012       | 22 sierpnia 2012     |
| 18 | 18 | And the One-Night Stands                 | Scott Ellis         | Sonny Lee, Patrick Walsh               | 27 lutego 2012       | 29 sierpnia 2012     |
| 19 | 19 | And the Spring Break                     | Scott Ellis         | Morgan Murphy                          | 19 marca 2012        | 5 września 2012      |
| 20 | 20 | And the Drug Money                       | Ted Wass            | Greg Malins                            | 9 kwietnia 2012      | 12 września 2012     |
| 21 | 21 | And the Messy Purse Smackdown            | Ted Wass            | Molly McAleer                          | 16 kwietnia 2012     | 19 września 2012     |
| 22 | 22 | And the Big Buttercream Breakthrough     | Ted Wass            | Michelle Nader                         | 30 kwietnia 2012     | 26 września 2012     |
| 23 | 23 | And Martha Stewart Have a Ball (Część 1) | Ted Wass            | Michael Patrick King                   | 7 maja 2012          | 3 października 2012  |
| 24 | 24 | And Martha Stewart Have a Ball (Część 2) | Ted Wass            | Michael Patrick King                   | 7 maja 2012          | 10 października 2012 |

## Sezon 2 (2012–2013)
| 25 | 1  | And the Hidden Stash             | Fred Savage      | Michelle Nader                  | 24 września 2012     | 29 kwietnia 2013 |
| Caroline wraz z Max odwiedza swojego ojca w więzieniu. Mężczyzna prosi Max by za wszelką cenę wykupiła podczas aukcji pamiątkowy puchar, który Caroline wygrała jako dziecko. Max jest przekonana, iż kryje on kosztowności, okazuje się jednak, iż ma on wartość jedynie sentymentalną. |    |                                  |                  |                                 |                      |                  |
| 26 | 2  | And the Pearl Necklace           | Fred Savage      | Michael Patrick King            | 1 października 2012  | 30 kwietnia 2013 |
| Max i Caroline próbują dostać się do Marthy Stewart, aby ta posmakowała ich babeczek. Caroline przypadkowo niszczy swój naszyjnik z pereł. |    |                                  |                  |                                 |                      |                  |
| 27 | 3  | And the Hold-Up                  | Fred Savage      | Jhoni Marchinko                 | 8 października 2012  | 1 maja 2013      |
| Max i Caroline próbują nielegalnie dostać się na film do kina. |    |                                  |                  |                                 |                      |                  |
| 28 | 4  | And the Cupcake War              | Fred Savage      | Molly McAleer                   | 15 października 2012 | 2 maja 2013      |
| Caroline namawia Max, by razem wystąpiły w programie telewizyjnym Cupcake Wars. |    |                                  |                  |                                 |                      |                  |
| 29 | 5  | And the Pre-Approved Credit Card | Fred Savage      | Sonny Lee, Patrick Walsh        | 5 listopada 2012     | 6 maja 2013      |
| Jeden z wielu synów Earla - Darius (Cedric the Entertainer) przylatuje do Nowego Jorku by spróbować sił jako komediant. Max i Caroline wspierają jego wysiłki. |    |                                  |                  |                                 |                      |                  |
| 30 | 6  | And the Candy Manwich            | Fred Savage      | Liz Feldman                     | 12 listopada 2012    | 7 maja 2013      |
| Max i Caroline podczas spaceru poznają Andy’ego - właściciela cukierni. Han kłóci się z Sophie o miejsce w jego jadalni. |    |                                  |                  |                                 |                      |                  |
| 31 | 7  | And the Three Boys With Wood     | Thomas Kail      | Morgan Murphy                   | 19 listopada 2012    | 8 maja 2013      |
| Dziewczyny zatrudniają dwóch Amiszów do budowy stajni dla Kasztanka. |    |                                  |                  |                                 |                      |                  |
| 32 | 8  | And the Egg Special              | Thomas Kail      | Tracy Poust, Jon Kinnally       | 26 listopada 2012    | 9 maja 2013      |
| Caroline przekonuje Max by wynająć i urządzić cukiernię w lokalu, który niedawno został opuszczony z powodu popełnionej tam zbrodni. |    |                                  |                  |                                 |                      |                  |
| 33 | 9  | And the New Boss                 | Fred Savage      | Molly McAleer                   | 3 grudnia 2012       | 13 maja 2013     |
| Max i Caroline zatrudniają pomoc do swojej cukierni. Max ma problem z byciem szefową. |    |                                  |                  |                                 |                      |                  |
| 34 | 10 | And the Big Opening              | Lonny Price      | Michael Patrick King            | 10 grudnia 2012      | 14 maja 2013     |
| Max i Caroline otwierają cukiernię. Na imprezie inauguracyjnej pojawia się Johnny. |    |                                  |                  |                                 |                      |                  |
| 35 | 11 | And the Silent Partner           | Don Scardino     | Tracy Poust, Jon Kinnally       | 10 grudnia 2012      | 15 maja 2013     |
| Sophie zostaje oszukana w Polsce. Andy zastanawia się w jaki sposób wyznać Caroline miłość. |    |                                  |                  |                                 |                      |                  |
| 36 | 12 | And the High Holidays            | Don Scardino     | Molly McAleer                   | 17 grudnia 2012      | 16 maja 2013     |
| Max i Caroline zapraszają przyjaciół na świąteczne spotkanie do swojej cukierni. |    |                                  |                  |                                 |                      |                  |
| 37 | 13 | And the Bear Truth               | Scott Ellis      | Liz Feldman                     | 14 stycznia 2013     | 20 maja 2013     |
| Max, Caroline i Andy wyjeżdżają do pensjonatu na odpoczynek. Max zaprzyjaźnia się z parą gejów, których nazywa misiami. |    |                                  |                  |                                 |                      |                  |
| 38 | 14 | And Too Little Sleep             | Scott Ellis      | Jhoni Marchinko, Michelle Nader | 21 stycznia 2013     | 21 maja 2013     |
| Pracownicy restauracji pomagają Max i Caroline piec babeczki do ich cukierni. |    |                                  |                  |                                 |                      |                  |
| 39 | 15 | And the Psychic Shakedown        | Ken Whittingham  | Michael Patrick King            | 4 lutego 2013        | 22 maja 2013     |
| Caroline odwiedza wróżkę, która zdradza jej przyszłość. |    |                                  |                  |                                 |                      |                  |
| 40 | 16 | And Just Plane Magic             | Ken Whittingham  | Molly McAleer                   | 11 stycznia 2013     | 23 maja 2013     |
| Max i Caroline lecą na rozdanie statuetek Grammy wraz z 2 Chainz prywatnym samolotem. |    |                                  |                  |                                 |                      |                  |
| 41 | 17 | And the Broken Hip               | Ken Whittingham  | Charles Brottmiller             | 18 lutego 2013       | 19 czerwca 2013  |
| Max i Caroline popadają w konflikt z ulicznym performerem, który odgrywa teatrzyki lalek przed ich cukiernią. |    |                                  |                  |                                 |                      |                  |
| 42 | 18 | And Not-So-Sweet Charity         | Fred Savage      | Morgan Murphy                   | 25 lutego 2013       | 20 czerwca 2013  |
| Caroline zwraca się po pożyczkę do swojej bogatej ciotki Charity. |    |                                  |                  |                                 |                      |                  |
| 43 | 19 | And the Temporary Distraction    | Fred Savage      | Sonny Lee, Patrick Walsh        | 18 marca 2013        | 21 czerwca 2013  |
| Z powodu braku funduszy; Max i Caroline zatrudniają się w biurze w ramach pracy tymczasowej. |    |                                  |                  |                                 |                      |                  |
| 44 | 20 | And the Big Hole                 | Fred Savage      | Liz Feldman                     | 25 marca 2013        | 24 czerwca 2013  |
| Po kłótni Han zwalnia Caroline z pracy w restauracji. Oleg chcąc zaprosić Sophie do swojego mieszkania, zleca Caroline zmiana wystroju swojego lokum. |    |                                  |                  |                                 |                      |                  |
| 45 | 21 | And the Worst Selfie Ever        | Phill Lewis      | Laura Kightlinger               | 15 kwietnia 2013     | 25 czerwca 2013  |
| Caroline martwi się, iż Andy zaraził ją chorobą weneryczną. Han szuka dziewczyny poprzez strony z randkami online. |    |                                  |                  |                                 |                      |                  |
| 46 | 22 | And the Extra Work               | Michael McDonald | Jon Kinnally, Tracy Poust       | 29 kwietnia 2013     | 26 czerwca 2013  |
| W restauracji Hana jest kręcony odcinek serialu „Prawo i porządek: sekcja specjalna”. Max otrzymuje rolę statystki. |    |                                  |                  |                                 |                      |                  |
| 47 | 23 | And the Tip Slip                 | Lonny Price      | Michelle Nader                  | 6 maja 2013          | 27 czerwca 2013  |
| Caroline dowiaduje się, iż istnieje kobieta, która miała rzekomy romans z jej ojcem, którego szczegóły zamierza opublikować w swojej książce. Aby do tego nie dopuścić Max i Caroline udają się do łaźni aby ją spotkać.                                                                 |    |                                  |                  |                                 |                      |                  |
| 48 | 24 | And the Window of Opportunity    | Lonny Price      | Michael Patrick King            | 13 maja 2013         | 28 czerwca 2013  |
| Dziewczyny podczas sprzątania zaplecza restauracji Hana odkrywają nowe miejsce na sklep z babeczkami. |    |                                  |                  |                                 |                      |                  |

## Sezon 3 (2013–2014)
Premierowy odcinek 3 sezonu Dwie spłukane dziewczyny był wyemitowany 23 września 2013 roku.
| 49 | 1  | And the Soft Opening            | Don Scardino | Michael Patrick King         | 23 września 2013     | 12 stycznia 2014 |
| Dziewczyny otwierają nowy sklep z babeczkami na zapleczu jadalni Hana. Podczas jego otwarcia umiera brytyjska gwiazda rocka, co ściąga do sklepu rzesze wiernych fanów artysty, którzy chcą pobyć w miejscu śmierci ich idola. Oprócz nich pod sklep dociera też lokalny bezdomny, który załatwia swoje potrzeby fizjologiczne na twarzy Caroline. |    |                                 |              |                              |                      |                  |
| 50 | 2  | And the Kickstarter             | Don Scardino | Michelle Nader               | 30 września 2013     | 19 stycznia 2014 |
| Caroline zabiega o dotację na zakup nowych spodni. |    |                                 |              |                              |                      |                  |
| 51 | 3  | And the Kitty Kitty Spank Spank | Don Scardino | Jhoni Marchinko              | 7 października 2013  | 26 stycznia 2014 |
| Max i Caroline znajdują kota. Sophie opowiada kuriozalną historię o tym, iż zmarli Polacy przeistaczają się po śmierci w koty. |    |                                 |              |                              |                      |                  |
| 52 | 4  | And the Group Head              | Don Scardino | Liz Feldman                  | 14 października 2013 | 2 lutego 2014    |
| Dziewczyny zatrudniają się w Starbucksie by nauczyć się jak parzyć kawę w skomplikowanym ekspresie. W restauracji Hana zostaje zatrudniony nowy kelner - homoseksualista włoskiego pochodzenia o imieniu Luis. |    |                                 |              |                              |                      |                  |
| 53 | 5  | And the Cronuts                 | Don Scardino | Sonny Lee, Patrick Walsh     | 21 października 2013 | 9 lutego 2014    |
| Max i Caroline są zazdrosne o komercyjny sukces cukierni oferującej połączenie croissanta i pączka. |    |                                 |              |                              |                      |                  |
| 54 | 6  | And the Piece of Sheet          | Don Scardino | Liz Astrof                   | 28 października 2013 | 16 lutego 2014   |
| Caroline funduje sobie nowe włosy, przy okazji wymieniając Max jej pościel, co powoduje u dziewczyny bezsenność. Max kpi sobie z homoseksualizmu Luisa, na co mężczyzna reaguje wulgarną ripostą. |    |                                 |              |                              |                      |                  |
| 55 | 7  | And the Girlfriend Experience   | Don Scardino | Morgan Murphy                | 4 listopada 2013     | 23 lutego 2014   |
| Matka Hana przylatuje do Nowego Jorku. Kobieta jest przekonana, iż jej syn ma dziewczynę, która jest neurologiem i pianistką. Han prosi Max i Caroline o to, by wynajęły prostytutkę (w serialu określaną jako whore - co jest wulgarnym określeniem kobiety lekkich obyczajów) o imieniu June, po to by ta udawała jego dziewczynę. |    |                                 |              |                              |                      |                  |
| 56 | 8  | And the ‘It’ Hole               | Don Scardino | Whitney Cummings             | 11 listopada 2013    | 2 marca 2014     |
| Caroline umawia się z surferem w modnej restauracji. Mężczyzna jednak nie pojawia się, co obniża samoocenę Caroline, która postanawia udać się do restauracji z Max. |    |                                 |              |                              |                      |                  |
| 57 | 9  | And the Pastry Porn             | Don Scardino | Charles Brottmiller          | 18 listopada 2013    | 9 marca 2014     |
| Max i Caroline zatrudniają jednoręką sprzątaczkę aby wysprzątała im mieszkanie. Podczas porządków Caroline odnajduje kolekcję gazet pornograficznych Max oraz ulotkę szkoły dla cukierników. Caroline namawia Max by się do niej zapisała – przeszkodą są finanse, bowiem czesne wynosi 24 tysiące dolarów. Caroline postanawia zatrudnić się w biurze szkoły cukierniczej aby Max mogła się tam uczyć. |    |                                 |              |                              |                      |                  |
| 58 | 10 | And The First Day Of School     | Don Scardino | Michael Patrick King         | 25 listopada 2013    | 9 marca 2014     |
| Max rozpoczyna naukę w szkole dla cukierników. Zwraca na nią uwagę inny student – cukrzyk, starający się o to by Max została przeniesiona do jego ławki. Sophie i pracownicy jadalni składają się na wyprawkę do szkoły dla Max. Caroline rozpoczyna pracę w szkole Max jako pomoc biurowa – jej pierwszym zadaniem jest przyniesienie soków dla studentów. |    |                                 |              |                              |                      |                  |
| 59 | 11 | And The Life After Death        | Don Scardino | Molly McAleer                | 2 grudnia 2013       | 16 marca 2014    |
| Caroline dowiaduje się z gazety, iż umarła jej 80-letnia była niania – Antonia. Wraz z Max i Bebe (jako kierowcą) udają się do Filadelfii na pogrzeb. Caroline nie jest poznawana przez nikogo z rodziny zmarłej, w dodatku wspólnie z Max przez przypadek rozsypują drobne na ciało zmarłej. Okazuje się, iż jedyną osobą, która kojarzy Caroline jest była partnerka Antonii, która służyła z nią w Marines. |    |                                 |              |                              |                      |                  |
| 60 | 12 | And the French Kiss             | Don Scardino | Michelle Nader               | 16 grudnia 2013      | 16 marca 2014    |
| Caroline wdaje się w romans z nauczycielem Max – Nicolasem. Okazuje się, iż mężczyzna nie jest z nią szczery. |    |                                 |              |                              |                      |                  |
| 61 | 13 | And the Big But                 | Don Scardino | Liz Feldman                  | 13 stycznia 2014     | 23 marca 2014    |
| Do Nowego Jorku nadciąga śnieżyca, w związku z czym zarówno w biznesie Max i Caroline, jak i w jadalni Hana nie ma klientów. Max wolny czas spędza na nauce z Dekem, rozwijając ich znajomość. |    |                                 |              |                              |                      |                  |
| 62 | 14 | And the Dumpster Sex            | Don Scardino | Liz Astrof                   | 20 stycznia 2014     | 23 marca 2014    |
| Caroline jest przekonana, iż zadarła z gangsterami, którzy teraz na nią polują. Deke zaprasza Max do siebie, okazuje się, iż mężczyzna mieszka w śmietniku. |    |                                 |              |                              |                      |                  |
| 63 | 15 | And the Icing on the Cake       | Phill Lewis  | Sonny Lee, Patrick Walsh     | 27 stycznia 2014     | 30 marca 2014    |
| Deke urządza imprezę w śmietniku na której zjawia się Han, Oleg, Nicolas, Bebe i Caroline. Caroline odkrywa, iż Deke jest bogaczem przez co Max postanawia zerwać z nim. |    |                                 |              |                              |                      |                  |
| 64 | 16 | And the ATM                     | Phill Lewis  | Charles Brottmiller          | 3 lutego 2014        | 30 marca 2014    |
| Han montuje w jadalni bankomat. Deke wręcza Max czek na milion dolarów, aby kobieta mogła się poczuć bogata tak jak on. |    |                                 |              |                              |                      |                  |
| 65 | 17 | And the Married Man Sleepover   | Phill Lewis  | Whitney Cummings             | 24 lutego 2014       | ?                |
| Żona Nicolasa oświadcza Caroline przez Skype’a, iż pozwala jej by ta była kochanką jej męża. Nicolas zaprasza Caroline do siebie na kolację. Kobieta przychodzi wraz z Max i Deke’em. Cała trójka nocuje w mieszkanie Nicolasa. |    |                                 |              |                              |                      |                  |
| 66 | 18 | And the Near Death Experience   | Phill Lewis  | Liz Feldman                  | 3 marca 2014         | ?                |
| Caroline i Max dowiadują się, iż Nicolas postanowił zakończyć związek ze swoją żoną. Caroline uważa, iż to bezcelowe, ponieważ nie zamierza związać się z Francuzem. Wspólnie z Max udaje się do jego mieszkania aby mu o tym opowiedzieć. Wizyta kobiet zbiega się w czasie z odwiedzinami żony Nicolasa. |    |                                 |              |                              |                      |                  |
| 67 | 19 | And the Kilt Trip               | Phill Lewis  | Molly McAleer, Morgan Murphy | 17 marca 2014        | ?                |
| Z okazji dnia Św. Patryka, Max, Caroline, Oleg i Han udają się do irlandzkiego baru. |    |                                 |              |                              |                      |                  |
| 68 | 20 | And the Not Broke Parents       | Phill Lewis  | Michael Patrick King         | 24 marca 2014        | ?                |
| Szkoła cukiernicza na Manhattanie zostaje zamknięta, z powodu wyjazdu Nicolasa do Francji. Deke chce poprosić rodziców o pieniądze aby kupić placówkę, by Max mogła dalej się uczyć. Mężczyzna postanawia przedstawić Max i Caroline swoim bogatym rodzicom. Okazuje się, iż matką Deke jest czarnoskóra eks-striptizerka. Podczas kolacji, inni goście rodziców Deke’a, orientują się, iż Caroline jest córką Channinga, co doprowadza do scysji. |    |                                 |              |                              |                      |                  |
| 69 | 21 | And the Wedding Cake Cake Cake  | Jean Sagal   | Michelle Nader, Liz Astrof   | 14 kwietnia 2014     | ?                |
| Klientką Max i Caroline zostaje kobieta o imieniu Claire (Lindsay Lohan), która zamawia u dziewczyn tort ślubny. Max przygotowuje tort, który wraz z Caroline wspólnie przewozi metrem na ślub. Podczas transportu dochodzi do uszkodzenia ciasta. Przed samą ceremonią Claire zmienia zdanie i rezygnuje ze ślubu. Max i Caroline, chcąc uzyskać zapłatę za dostarczony tort postanawiają kontynuować uroczystość bez obecności panny młodej. |    |                                 |              |                              |                      |                  |
| 70 | 22 | And the New Lease on Life       | Phill Lewis  | Sonny Lee & Patrick Walsh    | 21 kwietnia 2014     | ?                |
| Aby przedłużyć wynajem mieszkania, Max i Caroline ściągają do swojego lokum prawowitego najemcę, staruszka o imieniu Lester, który zamieszkuje dom starców. Mężczyzna po przedłużeniu najmu mieszkania oraz po poznaniu Sophie nie zamierza wrócić do domu starców, gdzie wcześniej dostał kosza od jednej z pensjonariuszek. Lester domaga się od Sophie, Max lub Caroline by któraś z nich odbyła z nim stosunek seksualny. |    |                                 |              |                              |                      |                  |
| 71 | 23 | And the Free Money              | Phill Lewis  | Charles Brottmiller          | 28 kwietnia 2014     | ?                |
| Sophie zostaje dziewczyną Nickiego, mężczyzny który zajmuje się zakładami bukmacherskimi podczas gonitw koni. Max i Caroline zostają zaproszone przez mężczyznę do loży podczas jednej z gonitw. Dziewczynom udaje się poprawnie obstawić i wygrać 600 dolarów (inwestując 200). Caroline postanawia kontynuować obstawianie gonitw, jednak nie przynosi to oczekiwanego skutku, dziewczyna zadłuża się u Nicka na 3 tysiące dolarów. Mężczyzna w ramach spłaty długu postanawia zabrać Kasztanka. Dziewczyny zostają wyciągnięte z opresji przez Earla, która pomnaża im 100 dolarów, poprawnie typując kolejne gonitwy. |    |                                 |              |                              |                      |                  |
| 72 | 24 | And the First Degree            | Phill Lewis  | Morgan Murphy                | 5 maja 2014          | ?                |
| Max zabiera Caroline do swojego rodzinnego miasteczka, w którym podchodzi do egzaminu z historii po zdaniu którego otrzymuje dyplom ukończenia szkoły średniej. |    |                                 |              |                              |                      |                  |

## Sezon 4 (2014–2015)
13 marca 2014 roku, stacja CBS zamówiła oficjalnie 4 sezon serialu Dwie spłukane dziewczyny
| 73 | 1  | And the Reality Problem        | Don Scardino         | Michael Patrick King              | 27 października 2014 | 1 marca 2015     |
| W sklepie Max i Caroline ma zostać nakręcony odcinek reality show z udziałem Kim Kardashian. |    |                                |                      |                                   |                      |                  |
| 74 | 2  | And the DJ Face                | Don Scardino         | Liz Astrof                        | 3 listopada 2014     | 1 marca 2015     |
| Max spotyka się z DJ o imieniu Sebastian. Okazuje się, iż mężczyzna pracuje w sklepie ze zdrową żywnością. |    |                                |                      |                                   |                      |                  |
| 75 | 3  | And the Childhood Not Included | Don Scardino         | Michelle Nader                    | 10 listopada 2014    | 8 marca 2015     |
| Caroline przypadkiem zabija rybkę w akwarium Hana. Aby ją odkupić, Max proponuje sprzedać misia, którego dostała od swojej mamy. Misiem zainteresowany jest 13-letni chłopiec, który jest gejem. |    |                                |                      |                                   |                      |                  |
| 76 | 4  | And the Old Bike Yarn          | Don Scardino         | Patrick Walsh                     | 17 listopada 2014    | 8 marca 2015     |
| Caroline próbuje nauczyć Max jazdy na rowerze, po to by ta mogła dostarczać babeczki do klientów. Oleg po powrocie do Sophie ma problemy z erekcją. |    |                                |                      |                                   |                      |                  |
| 77 | 5  | And the Brand Job              | Don Scardino         | Morgan Murphy                     | 24 listopada 2014    | 15 marca 2015    |
| Caroline jest załamana słabą sprzedażą babeczek. Aby poprawić sytuację i nauczyć się nowych metod sprzedaży: wkrada się wraz z Max na seminarium dla przedsiębiorców. |    |                                |                      |                                   |                      |                  |
| 78 | 6  | And the Model Apartment        | Don Scardino         | Linda Videtti Figueiredo          | 8 grudnia 2014       | 15 marca 2015    |
| Max i Caroline przenoszą się do mieszkania Sophie a swoje wynajmują za pomocą portalu Airbnb modelkom z pokazu Victoria’s Secret (między innymi Lily Aldridge). Modelki urządzają imprezę, na którą nie zapraszają Caroline i Max. |    |                                |                      |                                   |                      |                  |
| 79 | 7  | And a Loan for Christmas       | Don Scardino         | Charles Brottmiller               | 15 grudnia 2014      | 22 marca 2015    |
| Max i Caroline produkują swoje koszulki, które próbują sprzedać w drogim butiku, w którym ekspedientem jest narkoman. Po otrzymaniu zlecenia na koszulki, dziewczyny zatrudniają do pracy Hana, który ręcznie produkuje t-shirty. Sophie bierze udział w konkursie na najlepszą szopkę bożonarodzeniową. Po sukcesie z koszulkami, Max i Caroline zaciągają kredyt na dalszą działalność.                                                                      |    |                                |                      |                                   |                      |                  |
| 80 | 8  | And the Fun Factory            | Don Scardino         | Michael Rowe                      | 5 stycznia 2015      | 22 marca 2015    |
| Max i Caroline szukają fabryki, po to by wyprodukować koszulki za zaciągniętą w banku pożyczkę. Po znalezieniu odpowiedniego miejsca, dziewczyny stają się podejrzliwe widząc bardzo entuzjastycznie nastawionych pracowników. Postanawiają sprawdzić czy fabryka działa legalnie. W międzyczasie Sophie rozkręca nowy biznes. |    |                                |                      |                                   |                      |                  |
| 81 | 9  | And the Past and the Furious   | Don Scardino         | Michelle Nader & Liz Astrof       | 19 stycznia 2015     | 29 marca 2015    |
| Caroline dostaje na urodziny od ojca Lamborghini Aventador. Samochód został zamówiony w 2011 roku i cztery lata zajęło wyprodukowanie go na specjalne zamówienie. Ze względu na sytuację ojca Caroline, auto musi jednak zostać zwrócone następnego dnia. Max korzystając z okazji, usypia Caroline i wywozi ją na plażę The Hamptons. Oleg oświadcza się Sophie.                                                                                              |    |                                |                      |                                   |                      |                  |
| 82 | 10 | And the Move-In Meltdown       | Don Scardino         | Patrick Walsh                     | 2 lutego 2015        | 29 marca 2015    |
| Oleg próbuje przeprowadzić się do Sophie. Kiedy wraz z Hanem przenosi swoje rzeczy do nowego lokum Sophie zaczyna sceptycznie podchodzić do idei przeprowadzki. Podczas imprezy powitalnej, na której obecny jest Earl, Han, Max i Caroline, Oleg próbuje zawiesić na ścianie Sophie obraz z Putinem na koniu, co doprowadza do awantury. |    |                                |                      |                                   |                      |                  |
| 83 | 11 | And the Crime Ring             | Don Scardino         | Morgan Murphy                     | 9 lutego 2015        | 5 kwietnia 2015  |
| Max i Caroline trafiają do aresztu, po tym jak próbują się włamać do mieszkania mężczyzny, z którym Caroline spędziła noc i u którego zostawiła swoje pierścionki. Sophie planuje swój ślub z Olegiem, prosi Max o to by była jej drużbą. |    |                                |                      |                                   |                      |                  |
| 84 | 12 | And the Knock-Off Knockout     | Don Scardino         | Morgan Murphy                     | 16 lutego 2015       | 5 kwietnia 2015  |
| Max i Caroline odkrywają, iż dwie uczennice ukradły im projekt koszulki. Sophie szuka organizatora ślubów. |    |                                |                      |                                   |                      |                  |
| 85 | 13 | And the Great Unwashed         | Don Scardino         | Laura Kightlinger                 | 23 lutego 2015       | 12 kwietnia 2015 |
| Klientką jadalni Hana jest fotograficzka, która cyklicznie zamawia sałatkę z dodatkowymi grzankami. Okazuje się, iż kobieta zrobiła pracownikom jadalni zdjęcia, które zaprezentowała na swojej wystawie. Caroline jest zawiedziona, iż nikt nie chce kupić zdjęcia z jej wizerunkiem, podczas gdy fotografia Max cieszy się dużym zainteresowaniem, a zdjęcie Earla jest bestsellerem. Sophie podejrzewa Olega, iż ten ją zdradza.                            |    |                                |                      |                                   |                      |                  |
| 86 | 14 | And the Cupcake Captives       | Charles Brottmiller  | Don Scardino                      | 9 marca 2015         | 12 kwietnia 2015 |
| Max i Caroline urządzają w swoim mieszkaniu wieczór panieński dla Sophie. Impreza zostaje przerwana, ponieważ policja wyprowadza z budynku przestępcę, który porywał i więził kobiety. W chwili zatrzymania mężczyzna ma na sobie koszulkę reklamującą babeczkowy biznes. Caroline martwi się, iż to wydarzenie zaszkodzi firmie. |    |                                |                      |                                   |                      |                  |
| 87 | 15 | And the Fat Cat                | Fred Savage          | Liz Astrof, Michelle Nader        | 23 marca 2015        | 12 kwietnia 2015 |
| Gubi się kot Max – Nancy. Nieoczekiwanie zgubę przyprowadza bogaty biznesmen i inwestor. Caroline flirtuje z mężczyzną, po to by zainwestował w babeczkowy biznes. Max odkrywa, iż Nancy jest w ciąży. |    |                                |                      |                                   |                      |                  |
| 88 | 16 | And the Zero Tolerance         | Fred Savage          | Michael Patrick King              | 30 marca 2015        | 19 kwietnia 2015 |
| Poziom gotówki Max i Caroline spada poniżej zera. Dziewczyny spotykają Johna („Big Mary”), który mówi im o nowej kawiarni na Manhattanie „The High”, która szuka nowych pracowników. Max i Caroline zgłaszają się do menadżerki o imieniu Joedth, która decyduje się je zatrudnić. Do kawiarni z wizytą wpadają Sophie, Oleg, Han i Earl. |    |                                |                      |                                   |                      |                  |
| 89 | 17 | And the High Hook-Up           | Fred Savage          | Michelle Nader, Liz Astrof        | 13 kwietnia 2015     | 26 kwietnia 2015 |
| Joedth zatrudnia w „The High” młodego Irlandczyka o imieniu Nashit. Max jest bardzo zakochana w chłopaku. Dziewczyna planuje odbyć z nim stosunek seksualny w kawiarni, czemu sprzeciwia się szefowa „The High”. Joedth jednocześnie okazuje się mieć lekką rękę do dawania pieniędzy, co wykorzystuje Caroline, pobierając do swojej szefowej 300 dolarów. Nashit nie odnajduje się w pracy w kawiarni, ale zostaje zatrudniony przez Hana w jego jadalni.    |    |                                |                      |                                   |                      |                  |
| 90 | 18 | And the Taste Test             | Fred Savage          | Charles Brottmiller, Justin Sayre | 20 kwietnia 2015     | 3 maja 2015      |
| Sophie proponuje Caroline bycie drugą druhną, oświadcza również iż opis jej ślubu znajdzie się w „Times”. Sophie zabiera Max i Caroline do sklepu z odzieżą ślubną, w którym pokazuje im pomarańczową, kiczowatą kreację, w którą mają być ubrane druhny. Caroline i Max starają się wyperswadować Sophie wybór takiego stroju. |    |                                |                      |                                   |                      |                  |
| 91 | 19 | And the Look of the Irish      | Fred Savage          | Patrick Walsh, Karen Kilgariff    | 27 kwietnia 2015     | 10 maja 2015     |
| Han jest pod wrażeniem pracowitości Nasha (nazywanego w odcinku 17 Nashitem), kupuje mu nową maszynę do zmywania. Max i Caroline próbują wkręcić młodego Irlandczyka do biznesu związanego z modą, jednak w wyniku nieporozumienia cała trójka trafia na casting do filmu pornograficznego. |    |                                |                      |                                   |                      |                  |
| 92 | 20 | And the Minor Problem          | Fred Savage          | Liz Astrof                        | 4 maja 2015          | 17 maja 2015     |
| Caroline i Max dostają propozycję objęcia stanowisk kierowniczych w nowej filii „The High”, po tym jak Nash zostaje zatrudniony jako model przez nową partnerkę Joedth. Nieoczekiwanie w Nowym Jorku zjawia się matka mężczyzny, która zamierza go zabrać z powrotem do Irlandii. Joedth straszy Max i Caroline zwolnieniem, jeżeli Nash nie dokończy sesji zdjęciowej. Okazuje się, iż filia ekskluzywnej cukierni ma się mieścić na lotnisku JFK.            |    |                                |                      |                                   |                      |                  |
| 93 | 21 | And the Grate Expectations     | Fred Savage          | Michelle Nader                    | 11 maja 2015         | 24 maja 2015     |
| Brat Olega trafia do ukraińskiego więzienia i nie może stawić się w Nowym Jorku, w związku z czym Oleg poleca Hanowi, by ten zorganizował mu wieczór kawalerski. Podczas wieczoru Han szybko upija się wódką, Oleg natomiast zostaje zdruzgotany informacją, iż jego kuzyn nie przywiózł mu z Ukrainy fałszywych dokumentów potrzebnych do Zielonej Karty. Caroline, Max i Big John otwierają filię „The High” na lotnisku. Ich pierwszym klientem jest pilot. |    |                                |                      |                                   |                      |                  |
| 94 | 22 | And the Disappointing Unit     | Michael Patrick King | Michael Patrick King              | 18 maja 2015         | 31 maja 2015     |
| Kierownictwo sieci „The High” jest niezadowolone z wyników filii na lotnisku. Max i Caroline zwalają niepowodzenie na konkurencyjną cukiernię, która sprzedaje bułki cynamonowe. Max i Caroline transportują metrem suknię na ślub Sophie. W ostatniej scenie sezonu Oleg i Sophie biorą ślub. |    |                                |                      |                                   |                      |                  |

## Sezon 5 (2015–2016)
12 marca 2015 roku, stacja CBS zamówiła 5 sezon serialu, który będzie się składał z 22 odcinków
| 95 | 1  | And the Wrecking Ball                  | Michael Patrick King | Michael Patrick King       | 12 listopada 2015 | 6 marca 2016     |
| Dziewczyny dowiadują się, iż w miejscu ich lokalu ma zostać wybudowany Imax. Aby do tego nie dopuścić, wraz z Hanem organizują spotkanie właścicieli lokalnych firm oraz występują przed sądem w sprawie zakazu budowy Imaxa. |    |                                        |                      |                            |                   |                  |
| 96 | 2  | And the Gym and Juice                  | Michael Patrick King | Liz Astrof                 | 19 listopada 2015 | 6 marca 2016     |
| Po tym jak w mieszkaniu dziewczyn psuje się prysznic, kobiety korzystają z jednorazowego zaproszenia Hana i udają się do ekskluzywnej siłowni. Aby w niej pozostać na dłużej, postanawiają się w niej zatrudnić. |    |                                        |                      |                            |                   |                  |
| 97 | 3  | And the Maybe Baby                     | Jason Reilly         | Michelle Nader             | 26 listopada 2015 | 13 marca 2016    |
| Caroline i Max spotykają Andy’ego, którzy wkrótce ma wziąć ślub. Dziewczyny zgadzają się mu upiec tort, a także biorą udział w weselu, dowiadując się na nim nowych informacji o byłym chłopaku Caroline. W międzyczasie Sophie, przygotowując się do macierzyństwa kupuje sobie lalkę-robota. |    |                                        |                      |                            |                   |                  |
| 98 | 4  | And the Inside Outside Situation       | David Trainer        | Justin Sayre               | 10 grudnia 2015   | 13 marca 2016    |
| Caroline i Max popadają w konflikt z lokalną społecznością LGBT, która bojkotuje ich sklep. Dziewczyny otrzymują ogromne zamówienie od organizacji, która zaprasza ich na swoją konwencję. Na miejscu okazuje się, iż organizacja ta jest anty-gejowska i funkcjonuje w bardzo kontrowersyjny sposób. Max i Caroline improwizują pocałunek podczas konwentu, dzięki czemu zyskują aprobatę wśród protestujących pod sklepem członków społeczności LGBT i kończą protest. |    |                                        |                      |                            |                   |                  |
| 99 | 5  | And the Escape Room                    | David Trainer        | Patrick Walsh              | 17 grudnia 2015   | 20 marca 2016    |
| Caroline przypadkiem dowiaduje się, iż Max oszukuje ją na czynszu (na 25 dolarów miesięcznie). Han postanawia poprawić umiejętności swoich pracowników i wykupuje grę w tzw. escape room. Gra polega na pracy grupowej wszystkich pracowników, którzy wspólnymi siłami mają za zadanie rozwiązać zagadkę. Podczas gry Caroline odmawia współpracy dąsając się na Max, ostatecznie pokój gry zostaje zdewastowany przez Olega i Sophie. |    |                                        |                      |                            |                   |                  |
| 100 | 6  | And the Not Regular Down There         | Katy Garretson       | Rachel Sweet               | 6 stycznia 2016   | 20 marca 2016    |
| Max spotyka przystojnego mężczyznę, który podczas randek nie chce uprawiać seksu. Sophie udaje się do ginekologa aby sprawdzić dlaczego nie może zajść w ciążę. |    |                                        |                      |                            |                   |                  |
| 101 | 7  | And the Coming Out Party               | Michael Patrick King | Liz Feldman                | 13 stycznia 2016  | 27 marca 2016    |
| Babcia Caroline budzi się ze śpiączki. Starsza kobieta nie wie o skandalu w rodzinie i utracie majątku. Caroline zostaje zaproszona przez babcię na przyjęcie, na którym pojawia się z Max. |    |                                        |                      |                            |                   |                  |
| 102 | 8  | And the Basketball Jones               | Katy Garretson       | Morgan Murphy              | 20 stycznia 2016  | 27 marca 2016    |
| Kuzyn Olega, która gra w drużynie Brooklyn Nets wręcza mu i Max bilety na mecz koszykówki. Ostatecznie Oleg nie idzie na mecz a jego miejsce zajmuje Caroline, która wbrew obiekcjom Max próbuje wykorzystać obecność na hali aby promować stoisko z babeczkami. |    |                                        |                      |                            |                   |                  |
| 103 | 9  | And the Sax Problem                    | Anthony Rich         | Rob Sheridan               | 27 stycznia 2016  | 3 kwietnia 2016  |
| The Early Birds, zespół jazzowy w którym przed laty grał Earl wznawia działalność. Earl nie zostaje jednak zaproszony aby wystąpić na ich koncercie. Max i Caroline postanawiają wyjaśnić sprawę. Dowiadują się, iż właścicielka klubu jazzowego o imieniu Ruby (w tej roli Jackée Harry) nie zaprosiła Earla, dlatego iż przed laty był on jej kochankiem. Max i Caroline przekonują Ruby by puściła w niepamięć dawne animozje i pozwoliła Earlowi wystąpić. Ostatecznie Earl dostaje szanse występu, uświadamia sobie jednak, iż zawsze grał na saksofonie będąc pod wpływem narkotyków i nie wie jak wystąpić będąc trzeźwym.                                                                                               |    |                                        |                      |                            |                   |                  |
| 104 | 10 | And the No New Friends                 | Anthony Rich         | Rob Sheridan               | 3 lutego 2016     | 3 kwietnia 2016  |
| Caroline uświadamia sobie, iż od czasu gdy przybyła na Brooklyn, nie pozyskała nowych znajomych poza Max. Kobieta postanawia się zaprzyjaźnić się z dwiema dziewczynami, które spotyka w jadalni Hana. Dziewczyny zapraszają Caroline na imprezę weekendową. Max uważa, iż zaproszenie dotyczy imprezy organizowanej przez sektę religijną, co okazuje się być prawdą. |    |                                        |                      |                            |                   |                  |
| 105 | 11 | And The Booth Babes                    | Joel Murray          | Rachel Lind, David Shecter | 10 lutego 2016    | 10 kwietnia 2016 |
| Max i Caroline pracują dorywczo jako hostessy na imprezie gamingowej, na której gości także Han. Kobiety odkrywają, iż jedna z postaci w grze komputerowej jest bardzo podobna do Max. W międzyczasie kuzyn Olega robi remont w mieszkaniu Sophie, w związku z czym ona i Oleg przenoszą się do mieszkania Max i Caroline. |    |                                        |                      |                            |                   |                  |
| 106 | 12 | And the Story Telling Show             | Tom Stern            | Morgan Murphy              | 18 lutego 2016    | 10 kwietnia 2016 |
| Caroline spotyka przystojnego mężczyznę, który zaprasza ją na spotkanie w klubie, w którym ludzie opowiadają historie swojego życia przed zgromadzoną publicznością. Caroline i Max opłacają drogie wpisowe i zasiadają na widowni. Caroline zostaje zaproszona na kolejne spotkanie, na którym ma opowiedzieć historię swojego życia. Historię tę słyszy reprezentant z firmy Warner Brothers, który postanawia nakręcić film o życiu Caroline. Kobieta otrzymuje zaproszenie do Hollywood oraz opłacony rejs samolotowy pierwszą klasą. Caroline nie chce jednak rozstać się z Max i zamienia swój bilet na dwa bilety w klasie ekonomicznej po to by Max mogła z nią lecieć. W międzyczasie Sophie i Oleg szukają surogatki. |    |                                        |                      |                            |                   |                  |
| 107 | 13 | And the Lost Baggage                   | James Burrows        | Michael Patrick King       | 25 lutego 2016    | 17 kwietnia 2016 |
| Max i Caroline docierają do Los Angeles i otrzymują miejsce w luksusowym apartamencie. Bagaż Max zostaje zgubiony i nie dociera na miejsce. Max poznaje w barze prawnika o imieniu Randy (Ed Quinn) z którym spędza noc. Następnego dnia jest jednak zdruzgotana, ponieważ kochanek nie podtrzymuje z nią kontaktu. Caroline spotyka się z producentem filmu. Do LA dociera także Sophie, która w Mieście Aniołów pragnie znaleźć specjalistę od płodności dla osób 40+. |    |                                        |                      |                            |                   |                  |
| 108 | 14 | And You Bet Your Ass                   | James Burrows        | Liz Astrof, Michelle Nader | 3 marca 2016      | 17 kwietnia 2016 |
| Caroline spotyka się ze scenarzystą, który stwierdza iż w filmie nie będzie wątku o Max, ale za to w filmie ma wystąpić Jennifer Lawrence w roli Caroline. Max idzie na randkę z Randym. Mężczyzna wpada na pomysł by umówić Caroline ze swoim podstarzałym przyjacielem – Bobem (w tej roli George Hamilton). Podczas spotkania Caroline stwierdza, iż nie chce się umawiać z Bobem, ponieważ jest od niej o 100 lat starszy. Max i Sophie próbują dostać się na widownię teleturnieju The Price Is Right. Ostatecznie Caroline warunkuje powstanie filmu od tego czy postać Max w nim wystąpi. |    |                                        |                      |                            |                   |                  |
| 109 | 15 | And the Great Escape                   | John Riggi           | Liz Feldman                | 10 marca 2016     | 24 kwietnia 2016 |
| Caroline oczekuje na spotkanie z Jennifer Lawrence. Randy wylatuje do Miami i prosi Max o to by przypilnowała jego domu i zajęła się jego psem. Kiedy Caroline i Max przebywają w posiadłości Randy’ego pies ucieka, co zmusza kobiety do jego poszukiwań, pomimo iż w pobliżu wzgórza Hollywood grasuje seryjny morderca. Sophie stwierdza, iż nie może zajść w ciąże z powodu złej karmy. |    |                                        |                      |                            |                   |                  |
| 110 | 16 | And the Pity Party Bus                 | Don Scardino         | Rachel Sweet               | 31 marca 2016     | 24 kwietnia 2016 |
| Produkcja filmu o Caroline się opóźnia, w związku z czym kobiety postanawiają wrócić do domu. Randy zrywa z Max, ponieważ tak mu doradził jego terapeuta (w tej roli John Michael Higgins). Sophie i dziewczyny jadą na lotnisku party-busem. Caroline nalega by Max zobaczyła się z Randym by ostatecznie zakończyć ich związek. Randy oświadcza, iż bardzo lubi Max, ale związek na odległość nie ma sensu. Sophie dowiaduje się, iż jest w ciąży. |    |                                        |                      |                            |                   |                  |
| 111 | 17 | And the Show and Don’t Tell            | Don Scardino         | Patrick Walsh              | 7 kwietnia 2016   | 1 maja 2016      |
| Max i Caroline zamierzają zainwestować 250 tysięcy dolarów zarobione dzięki produkcji filmu o życiu Caroline. Caroline wraz z Max udaje się do więzienia by obejrzeć musical napisany przez jej ojca. Przy tej okazji ojciec Caroline odbywa szczerą rozmowę z Max. Sophie otrzymują list z informacją o płci jej dziecka. |    |                                        |                      |                            |                   |                  |
| 112 | 18 | And the Loophole                       | Don Scardino         | Justin Sayre               | 14 kwietnia 2016  | 1 maja 2016      |
| Dziewczyny szukają nowego miejsca na swój biznes, po tym jak Han odmawia wynajęcia im większej przestrzeni. Do Nowego Jorku przylatuje Randy. Max pomimo napomnień Caroline kontynuuje z nim znajomość. Ostatecznie Han ulega i wynajmuje dziewczynom dodatkowe pomieszczenia. |    |                                        |                      |                            |                   |                  |
| 113 | 19 | And the Attack of the Killer Apartment | Kathleen Marshall    | Charles Brottmiller        | 21 kwietnia 2016  | 8 maja 2016      |
| Randy spędza noc w mieszkaniu Max i Caroline. Podczas pobytu rani się w nogę nadeptując na gwoździa, a następnie obryzguje Caroline swoją krwią. Po wizycie w szpitalu Randy postanawia wykorzystać wypadek aby wymóc na właścicielu mieszkania zmiany w umowie najmu. Randy pomaga także poprawić Max i Caroline ich wniosek o licencję na sprzedaż alkoholu. |    |                                        |                      |                            |                   |                  |
| 114 | 20 | And the Partnership Hits the Fan       | Katy Garretson       | Rob Sheridan               | 28 kwietnia 2016  | 15 maja 2016     |
| Randy zostaje zaproszony na obiad do ekskluzywnej restauracji przez firmę prawniczą, która chce go zatrudnić na Manhattanie. Prosi Max by poszła z nim na spotkanie. Max ma obiekcje, ponieważ w przeszłości wielokrotnie miała nudności po zjedzeniu egzotycznej żywności. Oleg i Sophia proszą Max i Caroline o zostanie rodzicami chrzestnymi dla ich nienarodzonego dziecka. |    |                                        |                      |                            |                   |                  |
| 115 | 21 | And the Ten Inches                     | Katy Garretson       | Liz Feldman                | 5 maja 2016       | 22 maja 2016     |
| Max i Caroline próbują przekonać właściciela pizzerii (która przylega do ich lokalu) by wynajął im swoje biuro. |    |                                        |                      |                            |                   |                  |
| 116 | 22 | And the Big Gamble                     | Michael Patrick King | Michelle Nader, Liz Astrof | 12 maja 2016      | 29 maja 2016     |
| Dziewczyny dowiadują się, iż Han stracił pieniądze obstawiając zawody WTA i jednocześnie zadłużył się u gangsterów. Max i Caroline przekazują Hanowi 30 tysięcy dolarów w ramach za udziały w jego jadalni. |    |                                        |                      |                            |                   |                  |

## Sezon 6 (2016–2017)
25 marca 2016 roku, stacja CBS zamówiła oficjalnie 6 sezon serialu.
| 117 | 1  | And the Two Openings: Part One          | Fred Savage       | Michelle Nader                                            | 10 października 2016 | 18 marca 2017    |
| 118 | 2  | And the Two Openings: Part Two          | Fred Savage       | Liz Astrof                                                | 10 października 2016 | 19 marca 2017    |
| 119 | 3  | And the 80's Movie                      | Fred Savage       | Patrick Walsh                                             | 17 października 2016 | 25 marca 2017    |
| 120 | 4  | And the God Mama Drama                  | Kathleen Marshall | Michael Lisbe, Nate Reger                                 | 24 października 2016 | 26 marca 2017    |
| 121 | 5  | And the College Experience              | Kathleen Marshall | Brian Rubenstein                                          | 31 października 2016 | 1 kwietnia 2017  |
| Caroline zostaje zaproszona do Wharton School na gościnny wykład, zabiera ze sobą Max. Wyjazd do Pensylwanii Max wykorzystuje jako okazję zasmakowania w studenckim życiu. |    |                                         |                   |                                                           |                      |                  |
| 122 | 6  | And the Rom-Commie                      | Lonny Price       | Justin Sayre                                              | 7 listopada 2016     | 2 kwietnia 2017  |
| Do Nowego Jorku przylatuje Pilar, Kubanka, która w latach sześćdziesiątych była miłością Earla. Han przez przypadek niszczy tort na specjalne zamówienie wykonany przez Max i Caroline. Randy proponuje Max związek. |    |                                         |                   |                                                           |                      |                  |
| 123 | 7  | And the Sophie Doll                     | Don Scardino      | Michael Glouberman                                        | 14 listopada 2016    | 8 kwietnia 2017  |
| Okazuje się, że dziewczyny nie potrafią w swoim barze przyrządzić nawet podstawowych drinków. Aby to zmienić zapisują się do szkoły barmańskiej, gdzie zajęcia prowadzi były narkoman. Sophie do opieki nad dzieckiem wykorzystuje lalkę z wbudowaną kamerą, będącą jej podobizną. |    |                                         |                   |                                                           |                      |                  |
| 124 | 8  | And the Duck Stamp                      | Don Scardino      | Charles Brottmiller                                       | 21 listopada 2016    | 9 kwietnia 2017  |
| Dziewczyny zatrudniają barmana, który specjalizuje się w drinkach zawierających kakao. Od kakao uzależnia się Han, który startuje w konkursie organizowanym przez pocztę, polegającym na stworzeniu znaczka pocztowego. |    |                                         |                   |                                                           |                      |                  |
| 125 | 9  | And the About FaceTime                  | Steve Zuckerman   | Rachel Palmer, David Shecter                              | 5 grudnia 2016       | 15 kwietnia 2017 |
| Max i Randy aranżują podwójną randkę z Caroline i młodym współpracownikiem Randy’ego – Tylerem. Randy dociera na randkę tylko wirtualnie, łącząc się z pozostałymi za pomocą FaceTime. Caroline, która od dwóch lat nie uprawiała seksu, próbuje wszystkiego by zostać sam na sam z Tylerem, nieoczekiwanie jednak Max i Randy zrywają ze sobą. W międzyczasie Oleg jest niezadowolony z faktu, że Sophie nalega by sprzedał Toyotę Yaris i kupił rodzinnego minivana. |    |                                         |                   |                                                           |                      |                  |
| 126 | 10 | And the Himmicane                       | Steve Zuckerman   | Brian Rubenstein                                          | 12 grudnia 2016      | 16 kwietnia 2017 |
| Brooklyn zostaje zaatakowany przez wichury, burze i deszcz. Caroline, Max, Oleg, Han, Earl oraz przypadkowi klienci pubu chowają się przed pogodą do magazynu. Oleg jest zazdrosny o Sophie, która została w domu z męską nianią. Po huraganie okazuje się, że jadalnia nie została uszkodzona, podczas gdy pogoda demoluje pub Max i Caroline. |    |                                         |                   |                                                           |                      |                  |
| 127 | 11 | And the Planes, Fingers and Automobiles | Anthony Rich      | Patrick Walsh                                             | 19 grudnia 2016      | 22 kwietnia 2017 |
| Max postanawia odzyskać Randy’ego i udać się do Los Angeles. Jedynym możliwym środkiem lokomocji jest Toyota Yaris, którą Han odkupił od Olega. Han decyduje się zawieźć Max i Caroline do Kalifornii. Podczas podróży auto psuje się. Max i Caroline kontynuują podróż autostopem, podwozi ich Becky (kierująca tirem). Becky mówi dziewczynom o „Sloppy Joe”, człowieku który awionetką może je zabrać do Los Angeles. Kobiety korzystają z usług Joego, jednakże podczas lotu Max dowiaduje się, że Randy obecnie przebywa w Teksasie, gdzie kręci film. Pod nieobecność Hana, Oleg i Sophie sami prowadzą jadalnię. Sophie pracuje jako kelnerka, jednakże nie potrafi się dogadać z klientami.            |    |                                         |                   |                                                           |                      |                  |
| 128 | 12 | And the Riverboat Runs Through It       | Jason Ensler      | Michelle Nader                                            | 2 stycznia 2017      | 23 kwietnia 2017 |
| Sloppy Joe wysadza dziewczyny na pustkowiu. Pozbawione gotówki Max i Caroline płyną na gapę statkiem wycieczkowym (będącym kasynem) do Nowego Orleanu. Podczas rejsu dziewczyny zostają przyłapane i aby zapłacić za bilet zmuszone są do podjęcia pracy kelnerek na statku. W międzyczasie w Nowym Jorku Oleg i Sophie znajdują sposób na dorobienie pieniędzy, fotografując turystów z Kasztankiem. |    |                                         |                   |                                                           |                      |                  |
| 129 | 13 | And the Stalking Dead                   | John Riggi        | Michael Lisbe & Nate Reger                                | 16 stycznia 2017     | 29 kwietnia 2017 |
| Max i Caroline docierają do Austin, na plan filmowy gdzie pracuje Randy. Dziewczyny zatrudniają się jako statystki grające role zombie. Max będąc na planie podsłuchuje Randy’ego. Oleg zabiera się za naprawę pubu, rozpaczając przy tym, że jego córka Barbara nazywa go mamą. |    |                                         |                   |                                                           |                      |                  |
| 130 | 14 | And the Emergency Contractor            | John Riggi        | Liz Astrof                                                | 23 stycznia 2017     | 30 kwietnia 2017 |
| Dziewczyny wracają do Nowego Jorku. Okazuje się, że bar został wyremontowany przez Bobby’ego, pracownika najętego przez Olega. Bobby wpada Caroline w oko. W międzyczasie okazuje się, że Randy miał wypadek w Nowym Jorku. Max i Caroline odwiedzają go w szpitalu. Randy ostatecznie deklaruje, że nie porzuci Los Angeles dla Max, co kończy ich relację. Sophie przystępuje do kółka dla matek. |    |                                         |                   |                                                           |                      |                  |
| 131 | 15 | And the Turtle Sense                    | Don Scardino      | Michael Glouberman                                        | 6 lutego 2017        | 6 maja 2017      |
| Caroline idzie z Bobbym do kina, wobec czego Max musi sama poprowadzić bar wieczorem. Na ten sam seans co Caroline udają się także Sophie i Oleg, którzy jak zwykle zachowują się w niecywilizowany sposób. Caroline martwi się, że Max sobie sama nie poradzi w barze, wobec czego przerywa randkę by sprawdzić jak przyjaciółka sobie radzi. |    |                                         |                   |                                                           |                      |                  |
| 132 | 16 | And the Tease Time                      | Don Scardino      | Justin Sayre                                              | 13 lutego 2017       | 7 maja 2017      |
| Caroline szykuje się na trzecią randkę z Bobbym. Udaje się wraz z Max do sklepu aby zakupić seksowną bieliznę. Sprzedawczyni w sklepie zaprasza dziewczyny na lekcje burleski, które prowadzi, na zajęcia przychodzi także Sophie. Max oświadcza, że kończy z seksem i udaje się z Hanem na naukę gry w golfa. |    |                                         |                   |                                                           |                      |                  |
| 133 | 17 | And the Jessica Shmessica               | Don Scardino      | Charles Brottmiller                                       | 20 lutego 2017       | 13 maja 2017     |
| Bobby zaprasza Caroline i Max do swojego domu, w którym mieszka z matką i siostrami. Matka Bobby’ego wspomina jego dawną dziewczynę – Jessicę, która była jej zdaniem idealna i doskonale gotowała. Na imprezy w domu Bobby’ego dociera także Sophie, Oleg, Han i Earl. |    |                                         |                   |                                                           |                      |                  |
| 134 | 18 | And the Dad Day Afternoon               | John Riggi        | Julie Mandel-Folly                                        | 27 lutego 2017       | 14 maja 2017     |
| Han za namową swojego terapeuty postanawia mieć więcej czasu dla siebie, dlatego decyduje się na zamykanie jadalni w niedzielę. Korzystając z wolnego czasu Han oświadcza, że myśli iż spotkał ojca Max, z którym umówił się w jadalni na Rhode Island. Oleg i Sophie podwożą Max, Caroline, Earla i Hana na Rhode Island, gdzie cała szóstka oczekuje w jadalni na ojca Max, który ostatecznie się nie pojawia. |    |                                         |                   |                                                           |                      |                  |
| 135 | 19 | And the Baby and Other Things           | Chris Poulos      | Brian Rubenstein, Michael Lisbe, Nate Reger, Justin Sayre | 13 marca 2017        | 20 maja 2017     |
| Max zauważa SMS od Jessiki na telefonie Bobby’ego. Dziewczyna podejrzewa, że Jessica może być w ciąży z Bobbym i postanawia to zweryfikować, w tym celu wraz z Hanem, który udaje jej narzeczonego idą do biura Jessiki, która pracuje jako organizatorka wesel. W międzyczasie Caroline po raz kolejny naraża się matce Bobby’ego, namawiając Denise (jego siostrę) by rzuciła pracę u swojej rodzicielki. |    |                                         |                   |                                                           |                      |                  |
| 136 | 20 | And the Alley-Oops                      | Jude Weng         | Charles Brottmiller, Patrick Walsh, Michael Glouberman    | 20 marca 2017        | 21 maja 2017     |
| Okazuje się, że pasją Bobby’ego są kręgle. Mężczyzna zaprasza Caroline i jej przyjaciół by przyszła popatrzeć jak jego drużyna gra o mistrzostwo. Caroline w kręgielni nieopatrznie uszkadza rękę najlepszego kręglarza w drużynie Bobby’ego. Nie mając innych zawodników Max zmuszona jest zagrać w zastępstwie. W międzyczasie Oleg i Sophie próbują wygrać dla Barbary pluszową zabawkę w claw machine. |    |                                         |                   |                                                           |                      |                  |
| 137 | 21 | And the Rock Me on the Dais             | Michelle Nader    | Liz Astrof                                                | 10 kwietnia 2017     | 27 maja 2017     |
| Caroline i Max dostają zaproszenie na pokaz przedpremierowy filmu o ich życiu. Okazuje, że jedna z postaci była wzorowana na Andym a on sam pojawia się także na evencie, czym budzi zazdrość u Bobby’ego. W międzyczasie Sophie i Earl są zrozpaczeni, po tym jak dowiadują się, że w filmie pojawia się postać będącą ich połączeniem. |    |                                         |                   |                                                           |                      |                  |
| 138 | 22 | And 2 Broke Girls: The Movie            | Kathleen Marshall | Michelle Nader                                            | 17 kwietnia 2017     | 28 maja 2017     |
| Caroline i Max udają się na uroczystą premierę filmu The Princess and The Ponzi opowiadającym o ich życiu. Aby dobrze wypaść dziewczyny korzystają z pomocy znanego stylisty. Podczas premiery Caroline niszczy sukienkę wartą 10 tysięcy dolarów. Nieoczekiwanie na evencie pojawia się Randy, na którego widok Max ucieka do swojego baru. Randy podążą za nią, wyznając jej w barze że przeprowadza się dla niej do Nowego Jorku, a następnie się oświadcza. Po chwili do baru dociera także Caroline i Bobby. Okazuje się, że Bobby i Randy się znają i są wrogami, po tym jak firma Randy’ego odmówiła matce i siostrze Bobby’ego udziału w reality show. Wzajemna niechęć przeradza się w uliczną bójkę. |    |                                         |                   |                                                           |                      |                  |